# Gerichtsbezirk Niemes
Der Gerichtsbezirk Niemes (tschechisch: soudní okres Mimoň) war ein dem Bezirksgericht Niemes unterstehender Gerichtsbezirk im Kronland Böhmen. Er umfasste Gebiete im Norden Böhmens im Okres Česká Lípa. Zentrum des Gerichtsbezirks war die Stadt Niemes (Mimoň). Das Gebiet gehörte seit 1918 zur neu gegründeten Tschechoslowakei und ist seit 1993 Teil der Tschechischen Republik.

## Geschichte
Die ursprüngliche Patrimonialgerichtsbarkeit wurde im Kaisertum Österreich nach den Revolutionsjahren 1848/49 aufgehoben. An ihre Stelle traten die Bezirks-, Landes- und Oberlandesgerichte, die nach den Grundzüge des Justizministers geplant und deren Schaffung am 6. Juli 1849 von Kaiser Franz Joseph I. genehmigt wurde.
Der Gerichtsbezirk Niemes gehörte zunächst zum Bunzlauer Kreis und umfasste 1854 die 26 Katastralgemeinden Barzdorf, Brenn, Gablonz, Götzdorf, Grünau, Halbehaupt, Höflitz, Hühnerwasser, Kamnitz, Kummer, Luh, Merzdorf, Neuland, Niemes, Oberkruppai, Plauschnitz, Rabendorf, Reichstadt, Schiedel, Schwabitz, Schwarzwald, Straßdorf, Voitsdorf, Wartenberg, Woken und Wolschen.
Der Gerichtsbezirk Niemes bildete im Zuge der Trennung der politischen von der judikativen Verwaltung ab 1868 gemeinsam mit den Gerichtsbezirken Böhmisch Leipa und Haida den Bezirk Böhmisch Leipa.
Im Gerichtsbezirk Niemes lebten 1869 25.142 Menschen, 1900 waren es 22.980 Personen.
Der Gerichtsbezirk Niemes wies 1910 eine Bevölkerung von 22.696 Personen auf, von denen 21.879 Deutsch und lediglich 688 Tschechisch als Umgangssprache angaben. Im Gerichtsbezirk lebten zudem 129 Anderssprachige oder Staatsfremde.
Durch die Grenzbestimmungen des am 10. September 1919 abgeschlossenen Vertrages von Saint-Germain kam der Gerichtsbezirk Niemes vollständig zur neugegründeten Tschechoslowakei, wobei die Gerichtseinteilung bis 1938 im Wesentlichen bestehen blieb. Nach dem Münchner Abkommen wurde das Gebiet dem Landkreis Deutsch Gabel bzw. dem Sudetenland zugeschlagen.
Nach dem Zweiten Weltkrieg wurde das Gebiet Teil des Okres Česká Lípa, zu dem es bis heute gehört. Nachdem die Bezirksbehörden im Zuge einer Verwaltungsreform 2003 ihre Verwaltungskompetenzen verloren, werden diese von den Gemeinden bzw. dem Liberecký kraj wahrgenommen, zudem das Gebiet um Česká Lipa seit Beginn des 21. Jahrhunderts mit anderen Bezirken zusammengefasst wurde.

## Gerichtssprengel
Der Gerichtssprengel umfasste Ende 1914 die 40 Gemeinden Bad Kunnersdorf (Lázně Kundratice), Barrdorf am Rollberge (Pertoltice pod Ralskem), Brenn (Brenná), Deutsch Kamnitz (Kamenice), Drausendorf (Druzcov), Gablonz (Jablonec), Götzdorf (Božíkov), Großgrünau (Velký Grunov), Halbehaupt (Palohlavy), Hammer (Hamr na Jezeře), Höflitz (Hvězdov), Hühnerwasser (Kuřívody), Hultschken (Holičky), Johannesthal (Janův Důl), Kessel (Kotel), Krassa (Chrastná), Kridai (Křída), Kummer (Hradčany nad Ploučnicí), Leskenthal (Vítkov u Dobranova), Luh (Luhov), Merzdorf (Břevniště), Nahlau (Náhlov), Neuland (Noviny pod Ralskem), Niemes (Mimoň), Oberkrupai (Horní Krupá), Oschitz (Osečná), Plauschnitz (Ploužnice), Proschwitz (Proseč), Rebendorf bzw. Rabendorf (Vranov), Reichstadt (Zákupy), Sabert (Zábrdí), Schiedel (Židlov), Schwabitz (Svébořice), Schwarzwald (Černá Novin), Voitsdorf (Bohatice u Zákup), Wartenberg (Stráž pod Ralskem), Woken (Okna), Wolfsthal (Vlčí Důl), Wolschen (Olšina) und Zetten (Cetňov).